# Referéndum constitucional de Osetia del Sur en 2011
El Referéndum de Osetia del Sur de 2011 se llevó a cabo en Osetia del Sur el 13 de noviembre de 2011. El referéndum estaba programado originalmente para el 11 de septiembre de 2011, pero el 12 de agosto se tomó la decisión de posponerlo al 13 de noviembre de 2011. El referéndum coincidió con las elecciones presidenciales de Osetia del Sur de 2011.
El referéndum consiste en preguntar a los votantes la pregunta: "¿Está de acuerdo en que el osetio y el ruso deberían ser las lenguas nacionales de Osetia del Sur?".
Antes del referéndum, el primer apartado del cuarto artículo de la Constitución establecía que el osetio es la lengua nacional de Osetia del Sur, mientras que el segundo apartado establecía que el ruso (junto con el osetio y, en algunos casos, el georgiano) es la lengua oficial de los órganos de gobierno, la administración estatal y la administración autónoma local.

## Resultados
¿Está de acuerdo en que el osetio y el ruso deberían ser las lenguas nacionales de Osetia del Sur?:
| Opción                            | Votos  | % Votos totales |
| --------------------------------- | ------ | --------------- |
| Sí                                | 19.797 | 83.54%          |
| No                                | 3.902  | 16.46%          |
| Votos válidos                     | 23.699 | 99.84%          |
| Voto en blanco o nulo             | 38     | 0.16%           |
| Total de votos emitidos           | 23.737 | 100.00%         |
| Votos habilitados y participación | 23.737 | 100%            |

Fuente: Direct Democracy.